# 高知県を舞台とした作品一覧
高知県を舞台とした作品一覧（こうちけんをぶたいとしたさくひんいちらん）では、高知県内をモチーフあるいはロケーション撮影地にした小説、アニメーション、テレビドラマ等を記述する。

## 文芸・小説
五十音順。作者も高知県出身の場合は太字で強調。
- 青空と逃げる（辻村深月）
- 朝の霧（山本一力）
- 足摺岬（田宮虎彦）
- 足摺岬・四万十川殺人旅情（荻原秀夫）
- いすゞ鳴る（山本一力）
- 一絃の琴 （宮尾登美子）
- 狗神（坂東眞砂子）
- 岩崎弥太郎（村上元三）
- 婉という女・正妻（大原富恵）
- 絵の中のぼくの村（田島征三）
- 海がきこえる（氷室冴子）
- 海辺の街に虹を見て（野村凛々子）
- 俺たちゃ映画少年（横山充男）
- 櫂（宮尾登美子）
- 街道をゆく14、27（司馬遼太郎）
- 鏡川（安岡章太郎）
- 寒椿（宮尾登美子）
- QED 龍馬暗殺（高田崇史）
- 鬼龍院花子の生涯（宮尾登美子)
- くじら組（山本一力）
- くちぬい（坂東眞砂子）
- 剣鬼 岡田以蔵 幕末人切伝（峰隆一郎）
- 県庁おもてなし課（有川浩）
- 高知お見合いツアー殺人事件（山村美紗）
- 高知・龍馬殺人街道（西村京太郎）
- 功名が辻（司馬遼太郎）
- 災厄（周木律）
- 坂本竜馬（山岡荘八）
- 死国（坂東眞砂子）
- 四国殺人ルート（西村京太郎）
- 四国連絡特急殺人事件（西村京太郎）
- しばてん（田島征三）
- 四万十川（笹山久三）
- 四万十川殺意の水面 （梓林太郎）
- 四万十発殺人物語（辻真先）
- 自由は死せず（門井慶喜）
- 少年たちの夏（横山充男）
- ジョン・マン（山本一力）
- ジョン万次郎（童門冬二）
- 戦雲の夢（司馬遼太郎）
- 双頭の悪魔（有栖川有栖）
- 空の中（有川浩）
- 第三阿房列車（内田百閒）
- 匠千暁シリーズ（西澤保彦）
- 旅の重さ（素九鬼子）
- 自転車少年（チャリンコボーイ）（横山充男）
- 長曾我部元親（宮地佐一郎）
- 長宗我部元親（近衛龍春）
- 伝説シリーズ（西尾維新）
- 土佐くろしお鉄道殺人事件（西村京太郎）
- 土佐犬物語（戸川幸夫）
- 土佐日記（紀貫之）
- 土佐物語（吉田孝世）：江戸時代に書かれた歴史書。
- 土佐わらべ唄殺人事件（木谷恭介）
- 十津川警部 予土線に殺意が走る（西村京太郎）
- 特急しまんと殺人事件（西村京太郎）
- 中岡慎太郎（堀和久）
- 夏草の賦（司馬遼太郎）
- 夏のくじら（大崎梢）
- 南海の翼（天野純希）
- 南風の中で眠れ（西村京太郎）
- 仁淀川（宮尾登美子）
- 覇王ー長曾我部元親（西村忠臣）
- はちまん（内田康夫）
- 母の四万十川（笹山久三）
- 平家伝説殺人事件（内田康夫）
- まぐろ土佐船（斎藤建治）
- みなそこ（中脇初枝）
- 室戸岬殺人事件（木谷恭介）
- 室戸岬へ（西村賢太）
- 陽暉楼（宮尾登美子）
- 夜汽車（宮尾登美子）
- 龍馬（津本陽）
- 竜馬がゆく（司馬遼太郎）
- 龍馬伝（つかこうへい）
- 竜馬奔る（山本一力）
- わが愛する土佐くろしお鉄道（西村京太郎）

## 漫画
50音順。作者も高知県出身の場合は太字で強調。
- 朝太郎伝（中島徳博）
- いごっそう甲子園（内山まもる）
- お〜い!竜馬（武田鉄矢・小山ゆう）
- きんこん土佐日記（村岡マサヒロ）
- 坂本龍馬に関する歴史漫画
- シャコタン☆ブギ（楠みちはる）
- たいようのマキバオー（つの丸）：高知競馬場が舞台。
- 土佐の一本釣り（青柳裕介）
- 土佐の鬼やん（青柳裕介）
- パーマネント野ばら（西原理恵子）
- はるちゃん 高知県・久礼編（青柳プロダクション）：青柳裕介の死後、残されたプロットを元に描かれた。
- ぼくんち（西原理恵子）

## テレビドラマ
- あんぱん
- 海がきこえる〜アイがあるから〜
- おからの華
- 遅咲きのヒマワリ
- 櫂
- ガキ大将がやってきた
- 仮面ライダーV3 21話
- 鬼龍院花子の生涯
- ケンチとすみれ
- こいまち第2話
- 功名が辻
- さすらい刑事旅情編IV 21話
- 四万十川 あつよしの夏
- 税務調査官・窓際太郎の事件簿14
- ノンちゃんの夢
- はるちゃん
- 嫁の縁談
- らんまん
- 竜馬がゆく
- 龍馬伝

## 映画
- 赤パッチ
- 足摺岬
- 明日をへぐる
- あらうんど四万十
- いけちゃんとぼく
- いさなのうみ
- 狗神
- 絵の中のぼくの村
- 櫂
- 仮面ライダーV3対デストロン怪人
- 寒椿
- 君が踊る、夏
- 鬼龍院花子の生涯
- 刑事物語4 くろしおの詩
- 県庁おもてなし課
- 孤島の太陽
- 死国
- 少年
- 釣りバカ日誌14
- 鉄拳
- 土佐の一本釣り
- トラック野郎・故郷特急便
- 泣きたくなったら、ここへおいで
- パーマネント野ばら
- The Harimaya Bridge はりまや橋
- ハルウララ
- 緋牡丹博徒
- ボクは五才
- ポッピンQ
- MAZE
- 祭りの準備
- 陽暉楼
- 夜汽車
- 竜とそばかすの姫
- 竜馬の妻とその夫と愛人
- ロード88
- 私は貝になりたい
- カスリコ
- 特捜戦隊デカレンジャー20thファイヤーボールブースター

## テレビアニメ
- 海がきこえる
- おーい!竜馬

## OVA
- シャコタン☆ブギ

## 音楽
- あしずり岬
- 足摺岬
- いごっそ魂
- 男の一生
- 桂浜
- 四万十川
- せられん
- ソーラン節
- 暖流
- 南国土佐を後にして
- よさこい節
- よさこい与三さん

## 演劇・芝居
- 歌姫
- 坂本龍馬
- 土佐源氏
- 竜馬の妻とその夫と愛人

## ゲーム
- 幕末Rock
- ものべの

## ラジオドラマ
- 明日 四万十川のほとりで（NHK-FM FMシアター）
- 黒潮の流れのままに（NHK-FM FMシアター）
- 地上5センチのアンチヒーロー（NHK-FM、FMシアター）
- 土佐のむかしばなし（高知放送）
- 南国土佐を後にして（NHK－FM）
- 真っ赤な夜の出来事（NHKFM FMシアター）